# Salangana d'Atiu
La salangana d'Atiu (Aerodramus sawtelli) és una espècie d'ocell de la família dels apòdids (Apodidae). Habita el medi obert i forestal d'Atiu, a les illes Cook. Cria dins de coves.